# Hanabi (Ikimono Gakari)
HANABI (はなび?) è un brano musicale interpretato dal gruppo giapponese Ikimono Gakari, pubblicato il 31 marzo 2006 come loro secondo singolo. Il brano è stato utilizzato come settima sigla di chiusura degli episodi dal 75 all'86 dell'anime Bleach. Il singolo è arrivato alla quinta posizione della classifica Oricon dei singoli più venduti in Giappone, vendendo 56,584 copie.

## Tracce
CD singolo ESCL-2823
1. HANABI (はなび)
2. Amai Nigai Jikan (甘い苦い時間)
3. Momen no Handkerchief (木綿のハンカチーフ)
4. HANABI -instrumental- (はなび)

Durata totale: 18:09

## Classifiche
| Classifica (2006) | Posizione massima |
| ----------------- | ----------------- |
| Giappone (Oricon) | 5                 |